# Victory (Comtat de Saratoga)
Victory és una població del Comtat de Saratoga (Nova York) als Estats Units d'Amèrica. Segons el cens dels Estats Units del 2000 tenia 544 habitants.

## Demografia
Segons el cens del 2000, Victory tenia 544 habitants, 189 habitatges, i 144 famílies. La densitat de població era de 396,3 habitants per km².
Dels 189 habitatges en un 46,6% hi vivien nens de menys de 18 anys, en un 54,5% hi vivien parelles casades, en un 13,8% dones solteres, i en un 23,8% no eren unitats familiars. En el 18,5% dels habitatges hi vivien persones soles el 10,1% de les quals corresponia a persones de 65 anys o més que vivien soles. El nombre mitjà de persones vivint en cada habitatge era de 2,88 i el nombre mitjà de persones que vivien en cada família era de 3,19.
Per edats la població es repartia de la següent manera: un 30,1% tenia menys de 18 anys, un 7,5% entre 18 i 24, un 32,2% entre 25 i 44, un 17,3% de 45 a 60 i un 12,9% 65 anys o més.
L'edat mediana era de 35 anys. Per cada 100 dones de 18 o més anys hi havia 103,2 homes.
La renda mediana per habitatge era de 41.250 $ i la renda mediana per família de 37.292 $. Els homes tenien una renda mediana de 29.219 $ mentre que les dones 22.656 $. La renda per capita de la població era de 17.484 $. Entorn del 10,7% de les famílies i el 9,1% de la població estaven per davall del llindar de pobresa.